# IC 5298
IC 5298 (również PGC 70877) – galaktyka spiralna znajdująca się w konstelacji Pegaza w odległości około 350 milionów lat świetlnych. Odkrył ją Stéphane Javelle 23 listopada 1899 roku. Należy do galaktyk Seyferta typu 2.
IC 5298 jest powiązana grawitacyjnie przez most materii z sąsiednią mniejszą galaktyką. Podobnie trzecia, słabsza galaktyka nieregularna widoczna w górnej części zdjęcia jest powiązana mostem materii i prawdopodobnie również zaangażowana w interakcję galaktyk.